# Пшеничный (Ставропольский край)
Пшени́чный — посёлок в Петровском районе (городском округе) Ставропольского края России.

## География
Находится в Предкавказье, на Прикалаусских высотах Ставропольской возвышенности.
Расстояние до краевого центра: 92 км. Расстояние до районного центра: 27 км.

## История
Основан в 1932 году как посёлок отделения № 2 совхоза «Ставрополь-Кавказский».
21 сентября 1964 посёлок переименован в Пшеничный.
Находился в составе муниципального образования «Сельское поселение Рогато-Балковский сельсовет» (упразднено 1 мая 2017 года).

## Население
| 1989 | 2002 | 2010 | 2014 | 2023 |
| ---- | ---- | ---- | ---- | ---- |
| 399  | ↗470 | ↘407 | ↘300 | ↗334 |

По данным переписи 2002 года, 95 % населения — русские.

## Связь и телекоммуникации
В 2016 году в посёлке введена в эксплуатацию точка доступа к сети Интернет (передача данных осуществляется посредством волоконно-оптической линии связи).